# Georges Carpentier
Georges Carpentier (12 de enero de 1894 - 28 de octubre de 1975) fue un boxeador francés del peso pesado y del peso semipesado, categoría de la que fue campeón mundial.

## Biografía

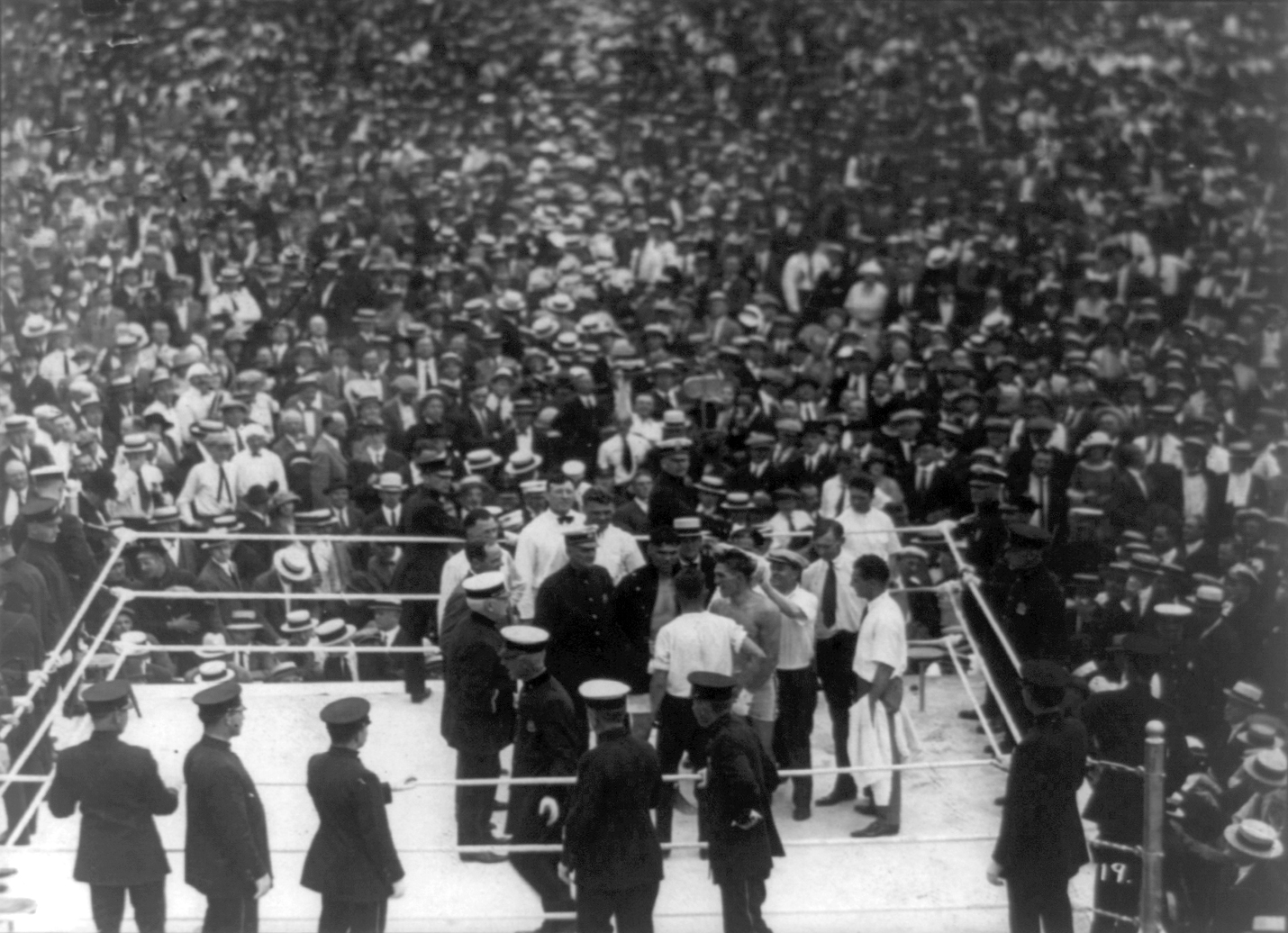
Georges Carpentier y Jack Dempsey antes del combate.

Nació en Liévin, cerca de Lens. Comenzó su carrera comenzando en la división del peso wélter y fue subiendo de peso. Su primer combate profesional fue a los 14 años y fue campeón del peso wélter de Francia y de Europa en 1911. Además fue campeón de Europa del peso medio en 1912 y del peso semipesado en 1913.
El 1 de junio de 1913 ganó a Billy Wells en Gante, Bélgica para obtener el título de campeón de Europa del peso pesado. Defendió este título en diciembre de ese año ante Wells otra vez, en enero del siguiente año ante Pat O'Keefe y en Londres el 16 de julio consiguió además el "Campeonato del Mundo del peso pesado blanco" ante Ed "Gunboat" Smith. Además durante esa época fue también árbitro en combates como el disputado por el título del mundo entre Jack Johnson y Frank Moran en junio de 1914. Carpentier fue también piloto de avión durante la Primera Guerra Mundial y fue galardonado con dos de los más altos honores militares de Francia, la cruz de guerra y la medalla militar.
Carpentier defendió su título en dos ocasiones en 1919 antes de bajar de peso para pelear por el campeonato del mundo del peso semipesado ante Battling Levinsky. La pelea tuvo lugar el 12 de octubre de 1920, en Jersey y Levinsky fue derrotado por nocaut en el cuarto asalto. En un intento de conseguir también el título mundial de los pesos pesados, en su siguiente combate se enfrentó, el 2 de julio de 1921, a Jack Dempsey. Fue el primer combate por el campeonato mundial en ser difundido por la radio (los comentaristas fueron Major Andrew White y J.O. Smith) y Carpentier sufrió un nocaut en el segundo minuto del cuarto asalto.
Desde entonces no volvió a pelear por el título mundial. Además perdió su título mundial del peso semipesado y su título europeo en el peso pesado y en el peso semipesado el siguiente año, el 24 de septiembre de 1922 en un polémico combate ante el senegalés Battling Siki. Su última gran pelea fue el 24 de julio de 1924 ante Gene Tunney en el Polo Grounds de Nueva York; Carpentier perdió el combate por nocaut técnico después de 15 asaltos. Se retiró de los cuadriláteros después de una pelea de exhibición en 1927.
Después de su retiro del boxeo, apareció en actuaciones musicales en Inglaterra y Estados Unidos y además en algunas películas. Hizo tres películas en Hollywood, para el director J. Stuart Blackton en Inglaterra y otras dos en Francia. Su última aparición en pantalla fue en 1934. Con su mayor opositor, Jack Dempsey, mantuvo una íntima amistad que lo llevó a visitarlo varias veces, incluso conmemorando su famoso combate.
Carpentier murió en 1975 y fue enterrado en el cementerio de Vaires-sur Marne, Seine-et-Marne, Francia.

## Premios
En 1991 fue elegido para ser miembro del Salón Internacional de la Fama del Boxeo.